# 1163. grenadirski polk (Wehrmacht)
1163. grenadirski polk (izvirno nemško 1163. Grenadier-Regiment; kratica 1163. GR) je bil pehotni polk Heera v času druge svetovne vojne.

## Zgodovina
Polk je bil ustanovljen 25. avgusta 1944 kot sestavni del 568. ljudskogrenadirske divizije; še v času oblikovanja so polk preimenovali v 476. grenadirski polk.